# Suzuki Kizashi
Suzuki Kizashi — среднеразмерный автомобиль японской компании Suzuki. 

## Выпуск
Выпускался с 2009 по 2014 год в Японии и Пакистане. Автомобиль был представлен 30 июля 2009 года в США, в продажу в Японии поступил 21 октября 2009 года, в Северной Америке — 1 декабря 2009 года, в Австралии и Новой Зеландии в мае 2010 года. Также автомобиль продавался и на европейском рынке.

### Прекращение выпуска
В декабре 2013 года руководство компании Suzuki объявило о постепенном прекращении производства автомобиля. В декабре 2014 года был остановлен выпуск на японском заводе. Несмотря на хорошие технические данные модели Suzuki Kizashi показал низкий уровень продаж, связанный с мировым экономическим кризисом и выходом фирмы Suzuki с американского рынка. Также низкий уровень продаж связывают с относительно высокой ценой и выбором более доступных двигателей.